# Willem Landré
Guillaume Louis Frédéric (Willem) Landré (Amsterdam, 12 juni 1874 - Eindhoven, 1 januari 1948) was een Nederlands componist.

## Leven en werk
Hij was zoon van George Nicolas Landré en Sophie Maria Fromberg. Hijzelf was getrouwd met Wilhelmina Christina Henriette Klinkhamer en Helena Hendrina Luijt.
Landré bracht een groot deel van zijn jeugd door in Haarlem. Hij studeerde compositie bij Bernard Zweers. Vanaf 1898 was hij muziekjournalist, eerst in Haarlem en drie jaar later in Den Haag. Van 1906 tot 1936 werkte hij bij de Nieuwe Rotterdamsche Courant. Vanaf 1917 was hij hoofdleraar theorie, compositie en muziekgeschiedenis aan het Rotterdams Conservatorium.
Willem Landré was de vader van de componist Guillaume Landré en de omroepman Joop Landré en de grootvader van de acteur Lou Landré.
Als componist gold Landré als vooruitstrevend, in navolging van Alphons Diepenbrock. Willem Landré schreef een aantal grotere koorwerken (Requiem in memoriam uxoris, Fragmenten uit het boek Baruch), kleinere werken voor koor a capella, werken voor symfonieorkest (Nocturne, Requiem in memoriam matris, Kleine suite op E.F), enkele kamermuziekwerken, het mysteriespel Beatrijs en de opera De Roos van Dekama. Een deel van zijn werk werd uitgegeven door Muziekuitgeverij A.A. Noske.
Het Concertgebouworkest had negentien keer een werk van hem op de lessenaar, met name Nocturne, dat vijf keer werd uitgevoerd onder Willem Mengelberg. Dat orkest speelde onder leiding van Hein Jordans in januari 1948 nog drie keer zijn Requiem in memoriam matris, als eerbetoon aan de dan net overleden componist; daarna verdween hij bij dat orkest uit zicht.
Diverse steden, waaronder zijn geboorteplaats, vernoemden straten naar hem.

## Werklijst
- 1896 - De Roos van Dekama (Opera)
- 1896 - Rozeknopje (Operette)
- 1896 - Suite voor harmonieorkest uit 'De Roos van Dekama'
- 1897 - Legende voor viool en orkest
- 1897 - Ballade voor piano
- 1898 - Verlangen voor zang en piano
- 1898 - Woudliedje voor zang en piano
- 1898 - Erklärung voor bariton en orkest
- 1902 - Sonate voor violoncello en piano
- 1903 - Drei Lieder
- 1903 - Intermezzo voor orkest
- 1903 - Pianokwintet
- 1904 - Symphonisch Gedicht voor orkest
- 1904 - Strijkkwartet
- 1905 - Drei Liebeslieder
- 1905 - Symphonisch Voorspel voor orkest
- 1906 - Pianotrio
- 1907 - Vier Liederen en Scène uit Lioba voor zang en orkest
- 1912 - Et s'il revenait voor zang en piano
- 1913 - Nocturne voor orkest
- 1924 - In Memoriam Matris voor orkest
- 1926 - Beatrijs (Mysteriespel)
- 1930 - Requiem voor koor, soli en orkest
- 1931 - 't Hazegrauwt voor mannenkoor a capella
- 1932 - Het Winterspook voor mannenkoor a capella
- 1934 - 's Avonds voor mannenkoor a capella
- 1936 - Romantisch Pianoconcert
- 1937 - Een Vacantiedag voor kinderkoor met bariton solo
- 1937 - Zarathustra's  Nachtlied voor zang en orkest
- 1939 - Drie orkeststukken